# KDM
KDM (Ksplay Manager) — одна из программ пакета kdebase (входящего в состав KDE), которая предоставляет возможность входа в систему посредством графического интерфейса. Система запрашивает логин и пароль, опознаёт пользователя и запускает «сеанс». По многим параметрам KDM превосходит XDM, менеджер входа в систему X-сервера. Также как и KDE, KDM использует Qt тулкит и может быть сконфигурирован из панели управления KDE. Там же разрешается менять тему и фото пользователей.
Простой KDM диалог выводит список пользователей слева, выводит их логины и опционально их фотографии, которые могут быть выбраны пользователем или администратором. На некоторых системах, пользователь может выбрать рабочую среду, например KDE, GNOME и т. п.

## Устарел
KDM устарел и заменен Simple Desktop Display Manager (SDDM).
В 2013 году члены Fedora KDE решили выбрать, в качестве дисплейного менеджера по умолчанию SDDM, начиная с Fedora 21.[7]
KDE выбрал Simple Desktop Display Manager преемником KDE Display Manager в KDE Plasma 5.[8][9]